# Aphelandra
- Commons
- Wikispecies

Aphelandra R.Br., segundo o Sistema APG II, é um gênero botânico da família Acanthaceae, natural das regiões tropicais da América.

## Sinonímia
Amathea Raf. - Cuenotia Rizzini - Hemisandra Scheidw.- Hydromestus Scheidw. - Lagochilium Nees - Lepidacanthus C.Presl - Odontophyllum Sreem. - Sreemadhavana Rauschert - Strobilorhachis Klotzsch - Synandra Schrad..

## Espécies
- Aphelandra albinotata
- Aphelandra anderssonii
- Aphelandra attenuata
- Aphelandra aurantiaca (Scheidw.) Lindl.
  - Sinônimos - Aphelandra fascinator, Aphelandra nitens[1]
- Aphelandra azuayensis
- Aphelandra bahiensis (Nees) Wassh.
- Aphelandra chamissoniana Nees
- Aphelandra chrysantha
- Aphelandra cinnabarina
- Aphelandra claussenii Wassh.
- Aphelandra colorata (Vell. Conc.) Wassh.
- Aphelandra deppeana
- Aphelandra dodsonii
- Aphelandra galba
- Aphelandra guayasii
- Aphelandra gunnari
- Aphelandra harleyi Wassh.
- Aphelandra harlingii

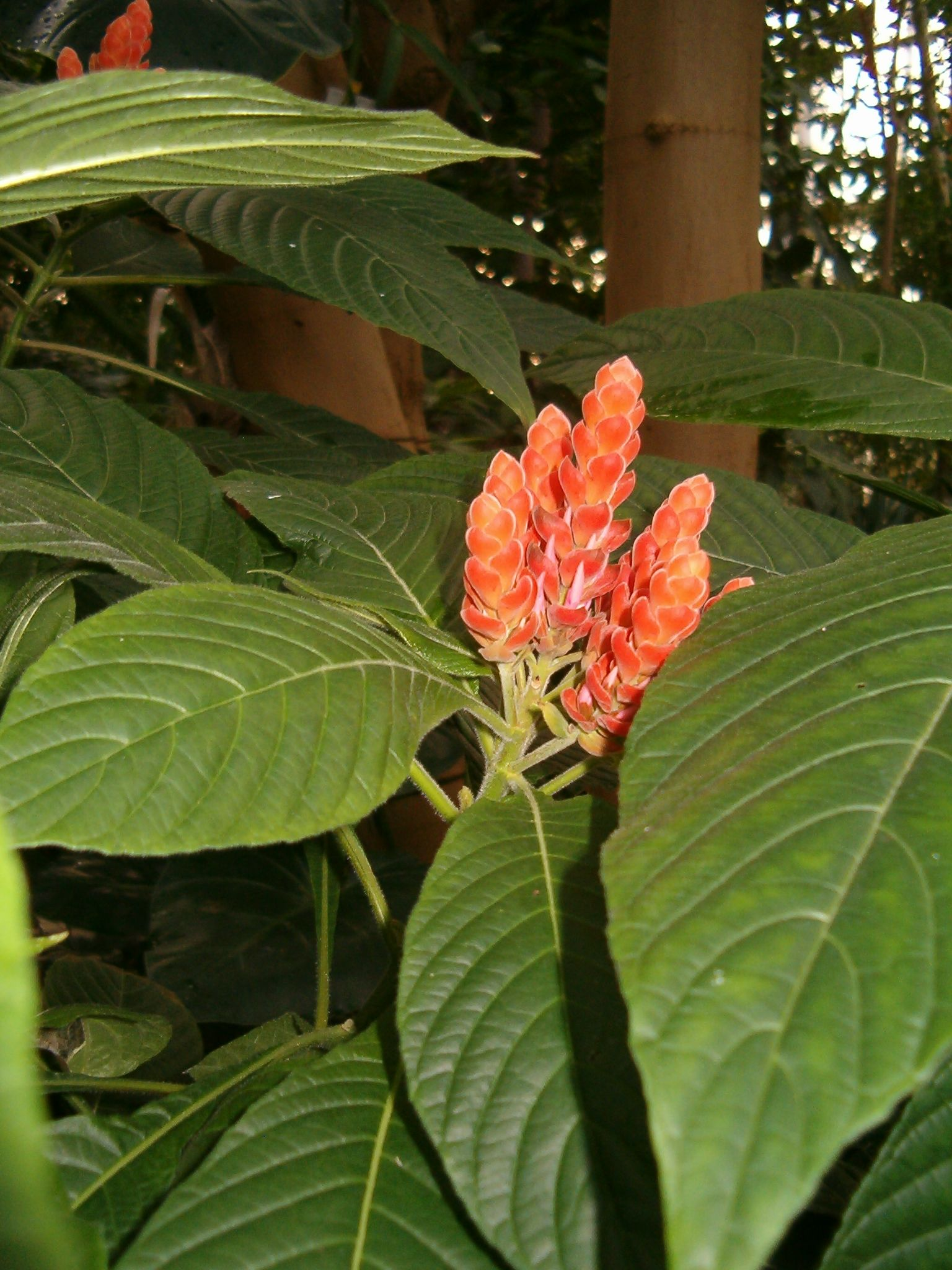
Aphelandra sinclairiana

- Aphelandra ignea (Schrader) Nees ex Steudel
- Aphelandra lineariloba Leonard
- Aphelandra madrensis Lindau
- Aphelandra marginata Nees & Martius
- Aphelandra maximiliana (Nees) Benth
- Aphelandra mirabilis Rizzini
- Aphelandra neesiana Wassh.
- Aphelandra nemoralis Nees
- Aphelandra loxensis
- Aphelandra nuda Nees
- Aphelandra obtusa (Nees) Wassh.
- Aphelandra obtusifolia (Nees) Wassh.
- Aphelandra paulensis Wassh.
- Aphelandra phaina
- Aphelandra phrynioides Lindau
- Aphelandra rigida
- Aphelandra ruellia
- Aphelandra sinclairiana Nees
- Aphelandra squarrosa - Zebra plant
- Aphelandra stephanophysa
- Aphelandra sulphurea
- Aphelandra tetragona (Vahl) Nees
- Aphelandra tridentata
- Aphelandra zamorensis

- «Lista completa»

## Nome e referências
- Brown, R.,  Prodromus Florae Novae Hollandiae 475. 1810.

## Classificação do gênero
| Sistema | Classificação                       | Referência            |
| ------- | ----------------------------------- | --------------------- |
| APG II  | Ordem Lamiales, família Acanthaceae | APweb, versão 9, 2008 |